# 米诺库尔-勒梅尼勒莱叙尔吕
米诺库尔-勒梅尼勒莱叙尔吕（法語：Minaucourt-le-Mesnil-lès-Hurlus，法語發音：[minokuʁ lə mɛnil lɛ.z‿yʁly]）是法国马恩省的一个市镇，位于该省东部，属于香槟沙隆区。该市镇于1950年由原市镇米诺库尔（Minaucourt）和勒梅尼勒莱叙尔吕（Le Mesnil-lès-Hurlus）合并而成。

## 地理
米诺库尔-勒梅尼勒莱叙尔吕（49°10'14"N, 4°42'55"E）面积23.04 平方千米，位于法国大東部大區马恩省，该省份为法国东北部内陆省份，北起阿登省，西北接埃纳省，西南接塞纳-马恩省，南至奥布省，东南接上马恩省，东临默兹省。
与米诺库尔-勒梅尼勒莱叙尔吕接壤的市镇（或旧市镇、城区）包括：塞尔奈昂多穆瓦、图尔布河畔拉瓦勒、马西日、鲁夫鲁瓦-里蓬、索姆皮-塔于尔、苏安-佩尔特莱叙尔吕、维尔日尼、瓦尔热穆兰于尔吕。

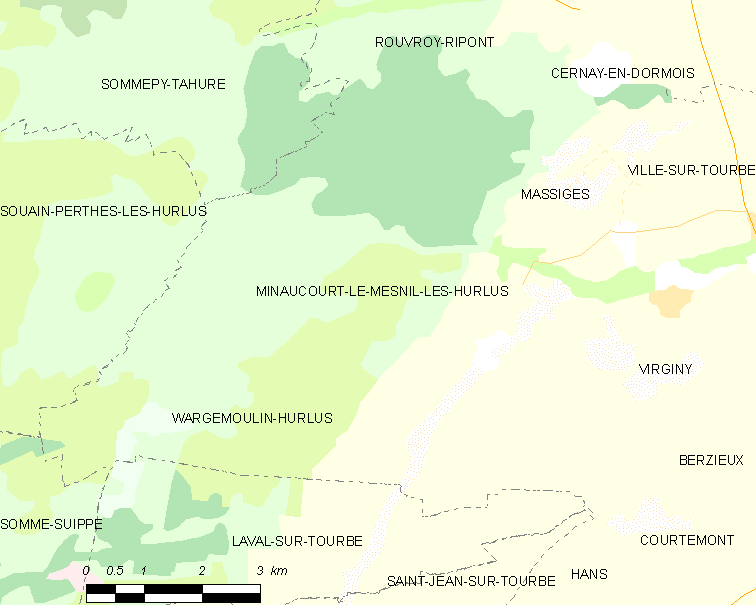
米诺库尔-勒梅尼勒莱叙尔吕的OSM定位图

米诺库尔-勒梅尼勒莱叙尔吕的时区为UTC+01:00、UTC+02:00（夏令时）。

## 行政
米诺库尔-勒梅尼勒莱叙尔吕的邮政编码为51800，INSEE市镇编码为51368。

## 政治
米诺库尔-勒梅尼勒莱叙尔吕所属的省级选区为阿戈讷-叙普-韦勒县。

## 人口

1962-2008年间米诺库尔-勒梅尼勒莱叙尔吕人口变化图示

米诺库尔-勒梅尼勒莱叙尔吕于2022年1月1日时的人口数量为46人。